# Nââ drubéa
Nââ drubéa o també Ndumbea, Dubea, Drubea, Païta és una llengua austronèsia parlada majoritàriament a l'àrea tradicional de Djubéa-Kaponé, als municipis de Païta, Dumbéa, Nouméa i Yaté, a la Província del Sud, Nova Caledònia. Té uns 2.000 parlants nadius. També el nom de la llengua es deriva del nom de la propera ciutat de Dumbéa. La llengua es va dispersar entre els pobles al voltant de la capital, i hi ha pocs parlants. Gordon (1995) estima que hi ha més de 2.000 a 3.000 parlants.

## Escriptura
El nââ drubéa usa l'alfabet llatí ensenyat per missioners. L'alfabet no usa les lletres C, F, J, L, Q, S, U, X, Z però representa els grups Aa, Bw, Dr, Ee, Gw, Kw, Mw, Ng, Nr, Oo, Pw.

## Fonologia
El nââ drubéa, com la seva relacionada més pròxima nââ numèè, és una llengua tonal amb tres tons: Alt, Mitjà, Baix.

### Vocals
El nââ drubéa té set vocals orals, llargues i curtes. Les vocals anteriors mitjanes són més baixes quan són curtes que quan són llargues: /i e ɛ a o ʊ u/; /iː ɪː eː aː oː ʊː uː/. Hi ha cinc vocals nasals, també llargues i curtes: /ĩ ẽ ã õ ũ/; /ĩː ẽː ãː õː ũː/. Aquestes últimes interactuen amb consonants nasals que es descriuen a continuació. Les vocals posteriors no apareixen després de consonants labialitzades /ŋ/, o /ɣ/. Endemés de la correlació de complementarietat entre vocals i consonants nasals, no hi ha vocals nasals després de /j, ɽ, ɣ/. /ɣ/–vocal oral deriva històricament de vocal nasal ŋ.
Fonèticament, un grup de consonant vibrant oclusiva se separa d'una vocal epentètica obscura amb la mateixa qualitat de la vocal fonèmica que segueix.

### Consonants
Les vocals nasals sempre es contrasten amb consonants no oclusives, de la mateixa manera que en nââ numèè. Però en nââ drubéa les oclusives nasals són parcialment desnasalitzades abans de vocals, de manera que en aquest cas les noclusives nasals precedeixen aquestes vocals. De manera similar, /j/ només apareix abans de vocals orals.
|                     | Labial | Labialitzada labial | Dental | Apical post-alveolar | Laminal postalveolar | Palatal | Velar  | Labialitzada velar |
| ------------------- | ------ | ------------------- | ------ | -------------------- | -------------------- | ------- | ------ | ------------------ |
| Plosiva             | p      | pʷ                  | t̪      | ʈ                    | t̠                    |         | k      | kʷ                 |
| (Pre)nasal oclusiva | m ~ mb | mʷ ~ mbʷ            | n̪ ~ n̪d̪ | ɳ ~ ɳɖ               | n̠ ~ n̠d̠               |         | ŋ ~ ŋɡ | ŋɡʷ                |
| Fricativa           | v      |                     |        |                      |                      |         | ɣ      |                    |
| Aproximant          |        |                     |        |                      |                      | j       |        | w                  |
| Vibrant simple      |        |                     |        | ɽ ~ ɻ                |                      |         |        |                    |